# Kombinirana pehotna divizija Goiginger
Kombinirana pehotna divizija Goiginger (izvirno nemško Kombinierte Infanterie-Division Goiginger) je bila pehotna divizija avstro-ogrske kopenske vojske, ki je bila aktivna med prvo svetovno vojno.

## Poveljstvo
Poveljniki 
- Heinrich Goiginger: oktober 1914 - februar 1915